# Опсада Тројице-Сергијеве лавре
Опсада Тројице-Сергијеве лавре (1608-1610) од стране Пољака у служби Лажног Димитрија II била је део Смутног времена.

### Увод
Од смрти Лажног Димитрија 1606, његове преживеле присталице шириле су гласине о његовом спасењу и повратку: у име цара Димитрија подигнут је и устанак Болотњикова (1606-1607), а бројни други самозванци под разном именима ("Лажни Петар") преплавили су Русију. Најзад се у лето 1607. у Стародубу на западној граници Русије појавио нови претендент са подршком пољско-литванских магната, који је остао у историји под именом Лажни Димитрије II. Уз помоћ пољских најамника, Запорошких и Донских козака и преживелих устаника Болотњикова, нови самозванац је у више битака уништио војску Василија Шујског, придобио подршку готово свих градова у Русији (осим Смоленска, Новгорода и Рјазања) и у јесен 1608. опсео Москву, сместивши своје присталице и привремени двор у село Тушино код Москве.

### Опсада
Док је главнина Тушинаца опседала Москву, део козака и најамника под вођством пољских заповедника Јана Сапјехе и Александра Лисовског напустио је логор и пљачкао је околна места, под изговором да шире власт цара Димитрија. Њихов поход заустављен је у октобру 1608. под зидинама великог утврђеног манастира Тројице-Сергијево, североисточно од Москве. Манастир је остао одан Василију Шујском, и ту се склонило нешто властеле и стрелаца са породицама и слугама. Привучени причама о огромном богатству похрањеном у манастиру, Пољаци су напали, иако нису имали опсадне артиљерије. Херојски отпор бранилаца једна је од најславнијих епизода Времена Смутње. Опсада је трајала пуних 16 месеци, а за то време почела је шведска интервенција у Русији и у јесен 1609. опсађивачи су у два наврата потучени од удружене руско-шведске војске под командом Михаила Скопин-Шујског, напустивши опсаду у јануару 1610.

### Последице
у пролеће 1609. Василије Шујски затражио је страну помоћ у виду шведске интервенције у Русији, али је шведско мешање у руски грађански рат довело је до директне интервенције краља Жигмунда, који је у септембру 1609. опсео Смоленск. У децембру 1609. већина пољске војске напустила је Тушино и отишла под Смоленск. На вести о примицању Швеђана, остатак побуњеника покорио се цару Василију или повукао у Калугу са Лажним Димитријем II. Марта 1610. опсада Москве је дигнута, а узурпатор је у јесен 1610. у Калуги поново окупио знатне снаге козака (предвођених Иваном Заруцким) и Татара, али је 11. децембра убијен од сопствених људи.